# Silvije Begić
Silvije Begić (Imotski, 3 giugno 1993) è un calciatore croato, difensore dell'Ural.

## Carriera

### Club
Il 24 luglio 2017 viene acquistato a titolo definitivo dalla squadra russa dell'Orenburg.

## Statistiche

### Presenze e reti nei club
Statistiche aggiornate al 25 ottobre 2021.
| Stagione              | Squadra                | Campionato            | Campionato | Campionato | Coppe nazionali | Coppe nazionali | Coppe nazionali | Coppe continentali | Coppe continentali | Coppe continentali | Altre coppe | Altre coppe | Altre coppe | Totale | Totale |
| Stagione              | Squadra                | Comp                  | Pres       | Reti       | Comp            | Pres            | Reti            | Comp               | Pres               | Reti               | Comp        | Pres        | Reti        | Pres   | Reti   |
| --------------------- | ---------------------- | --------------------- | ---------- | ---------- | --------------- | --------------- | --------------- | ------------------ | ------------------ | ------------------ | ----------- | ----------- | ----------- | ------ | ------ |
| 2013-2014             | Rudeš                  | 2. HNL                | 24         | 2          | CC              | 0               | 0               | -                  | -                  | -                  | -           | -           | -           | 24     | 2      |
| 2014-2015             | Rudeš                  | 2. HNL                | 23         | 3          | CC              | 0               | 0               | -                  | -                  | -                  | -           | -           | -           | 23     | 3      |
| Totale Rudeš          | Totale Rudeš           | Totale Rudeš          | 47         | 5          |                 | 0               | 0               |                    | -                  | -                  |             | -           | -           | 47     | 5      |
| 2015-2016             | Inter Zaprešić         | 1. HNL                | 18         | 1          | CC              | 2               | 0               | -                  | -                  | -                  | -           | -           | -           | 20     | 1      |
| 2016-2017             | Inter Zaprešić         | 1. HNL                | 21         | 0          | CC              | 1               | 0               | -                  | -                  | -                  | -           | -           | -           | 22     | 0      |
| Totale Inter Zaprešić | Totale Inter Zaprešić  | Totale Inter Zaprešić | 39         | 1          |                 | 3               | 0               |                    | -                  | -                  |             | -           | -           | 42     | 1      |
| 2017-2018             | Orenburg               | 1D                    | 28         | 2          | CR              | 2               | 0               | -                  | -                  | -                  | -           | -           | -           | 30     | 2      |
| 2018-2019             | Orenburg               | PL                    | 23         | 2          | CR              | 3               | 1               | -                  | -                  | -                  | -           | -           | -           | 26     | 3      |
| Totale Orenburg       | Totale Orenburg        | Totale Orenburg       | 51         | 4          |                 | 5               | 1               |                    | -                  | -                  |             | -           | -           | 56     | 5      |
| 2019-2020             | Rubin                  | PL                    | 0          | 0          | CR              | 0               | 0               | -                  | -                  | -                  | -           | -           | -           | 0      | 0      |
| 2020-2021             | Rubin                  | PL                    | 18         | 0          | CR              | 2               | 1               | -                  | -                  | -                  | -           | -           | -           | 20     | 1      |
| lug.-set. 2021        | Rubin                  | PL                    | 5          | 0          | CR              | 0               | 0               | UECL               | 2                  | 0                  | -           | -           | -           | 7      | 0      |
| Totale Rubin          | Totale Rubin           | Totale Rubin          | 23         | 0          |                 | 2               | 1               |                    | 2                  | 0                  |             | -           | -           | 27     | 1      |
| set. 2021-2022        | Kryl'ja Sovetov Samara | PL                    | 5          | 1          | CR              | 1               | 0               | -                  | -                  | -                  | -           | -           | -           | 6      | 1      |
| Totale carriera       | Totale carriera        | Totale carriera       | 165        | 11         |                 | 11              | 2               |                    | 2                  | 0                  |             | -           | -           | 178    | 13     |